# Dieldryna
Dieldryna (łac. dieldrinum) – organiczny związek chemiczny, syntetyczny insektycyd chloroorganiczny. W środowisku lub we wnętrzu organizmu dieldryna powstaje po szybkim rozpadzie aldryny i ma do niej podobną strukturę chemiczną. Jest ona trwała w środowisku i ulega bioakumulacji.
Dieldryna jest wykorzystywana w rolnictwie do ochrony gleby i ziarna, przy kontrolowaniu populacji organizmów przenoszących choroby, takich jak komary i muchy tse-tse, w weterynarii jako środek odkażający dla owiec oraz jako środek konserwujący drewno i chroniący produkty wełniane przed molami. Wiele państw wprowadziło ograniczenia bądź zakazy dla stosowania dieldryny. Niektóre kraje w dalszym ciągu zezwalają na ich import, m.in. dla celów ochrony przed termitami.
Zwierzęta i ludzie mogą być poddani działaniu dieldryny wskutek spożycia ryb, owoców morza, nabiału, tłustych mięs i upraw korzeniowych hodowanych w zanieczyszczonej glebie lub wodzie. Dieldryna jest silnie toksyczna. Badania na zwierzętach wykazały wpływ tego związku na uszkodzenia wątroby, zaburzenia funkcjonowania centralnego układu nerwowego i układu odpornościowego. Związek ten może również zakłócać gospodarkę hormonalną. Są dowody na to, że narażenie w czasie ciąży powoduje uszkodzenia rozwijających się płodów. Dieldryna wykazuje bardzo wysoką toksyczność ostrą wobec organizmów wodnych takich jak ryby, skorupiaki i płazy. Amerykańska Environmental Protection Agency określa dieldrynę jako substancję potencjalnie rakotwórczą dla człowieka.